# Bisdom Xingu-Altamira
Het bisdom Xingu-Altamira (Latijn: Dioecesis Xinguensis-Altamirensis) is een rooms-katholiek bisdom met als zetel Altamira, aan de rivier de Xingu, in Brazilië. Het bisdom is suffragaan aan het aartsbisdom Santarém. 

## Geschiedenis
Het bisdom werd op 16 augustus 1934 opgericht, als de territoriale prelatuur Xingu, en was suffragaan aan het aartsbisdom Belém do Pará. Op 6 november 2019 werd de territoriale prelatuur opgeheven en het bisdom Xingu-Altamira opgericht uit delen van het bisdom Marabá en de op die dag opgeheven territoriale prelatuur, en werd suffragaan aan het nieuw verheven aartsbisdom Santarém. 

## Parochies
Het bisdom had in 2020 een oppervlakte van 247.501 km2 en telde 372.071 inwoners waarvan 67,1% rooms-katholiek was.

## Bisschoppen
- Clemente Geiger (17 januari 1948 - 26 april 1971)
- Eurico Kräutler (26 april 1971 - 2 september 1981)
- Erwin Kräutler (2 september 1981 - 23 december 2015; coadjutor sinds 7 november 1980)
- João Muniz Alves (23 december 2015 - heden)

Santarém (aartsbisdom) · Alto Xingu-Tucumã (territoriale prelatuur) · Itaituba (territoriale prelatuur) · Óbidos · Xingu-Altamira